# 河门口街道
河门口街道，是中华人民共和国四川省攀枝花市西区下辖的一个乡镇级行政单位。

## 行政区划
河门口街道下辖以下地区：
高家坪社区、南街社区和北街社区。